# منتخب مصر لكرة الصالات
منتخب مصر لكرة القدم داخل الصالات يمثل مصر خلال بطولات كرة القدم داخل الصالات. تحت إشراف الاتحاد المصري لكرة القدم. وهو من أقوى المنتخبات في إفريقيا حصولا علي كأس أمم إفريقيا لكرة الصالات حيث أحرزها ثلاث مرات.

## كأس العالم لكرة القدم داخل الصالات
شاركت مصر سبع مرات في كأس العالم لكرة قدم الصالات و أولها عام 1996 وأفضل نتيجة في كأس العالم لكرة القدم داخل الصالات هي المركز السادس من كاس العالم عام 2000